# Paula Llorens Camarena
Paula Llorens Camarena ( Canals, 1986) es una dramaturga y directora de teatro valenciana.

## Biografía
Estudió arte dramático en la Escuela del Actor de Valencia, y Filología hispánica en la Universidad de la misma ciudad y se especializó en la Real Escuela Superior de Arte Dramático de Madrid.
En 2019 recibió el premio a la mejor versión de los Premios de las Artes Escénicas de la Generalidad Valenciana por su adaptación al teatro de Tirant lo Blanch . Es la primera versión que da una visión femenina de este clásico siendo tan fiel como es posible al texto original.
El mismo año ganó el Premio Internacional de Dramaturgia Hispana por su obra Inquilinos, obra tragicómica a la que cuenta con todos los detalles el presente y los afectos indispensables para sobrevivir de una familia desahuciada por la mala gestión bancaria. Según el informe del jurado: "la obra muestra que valores como la ternura, el humor y el sentido de comunidad permanecen esenciales para la convivencia y la supervivencia. Es una obra de teatro que nos invita a resistir”. En febrero de 2020 gana el premio Talento joven de Levante-EMV en la categoría de cultura.